# Lecitina

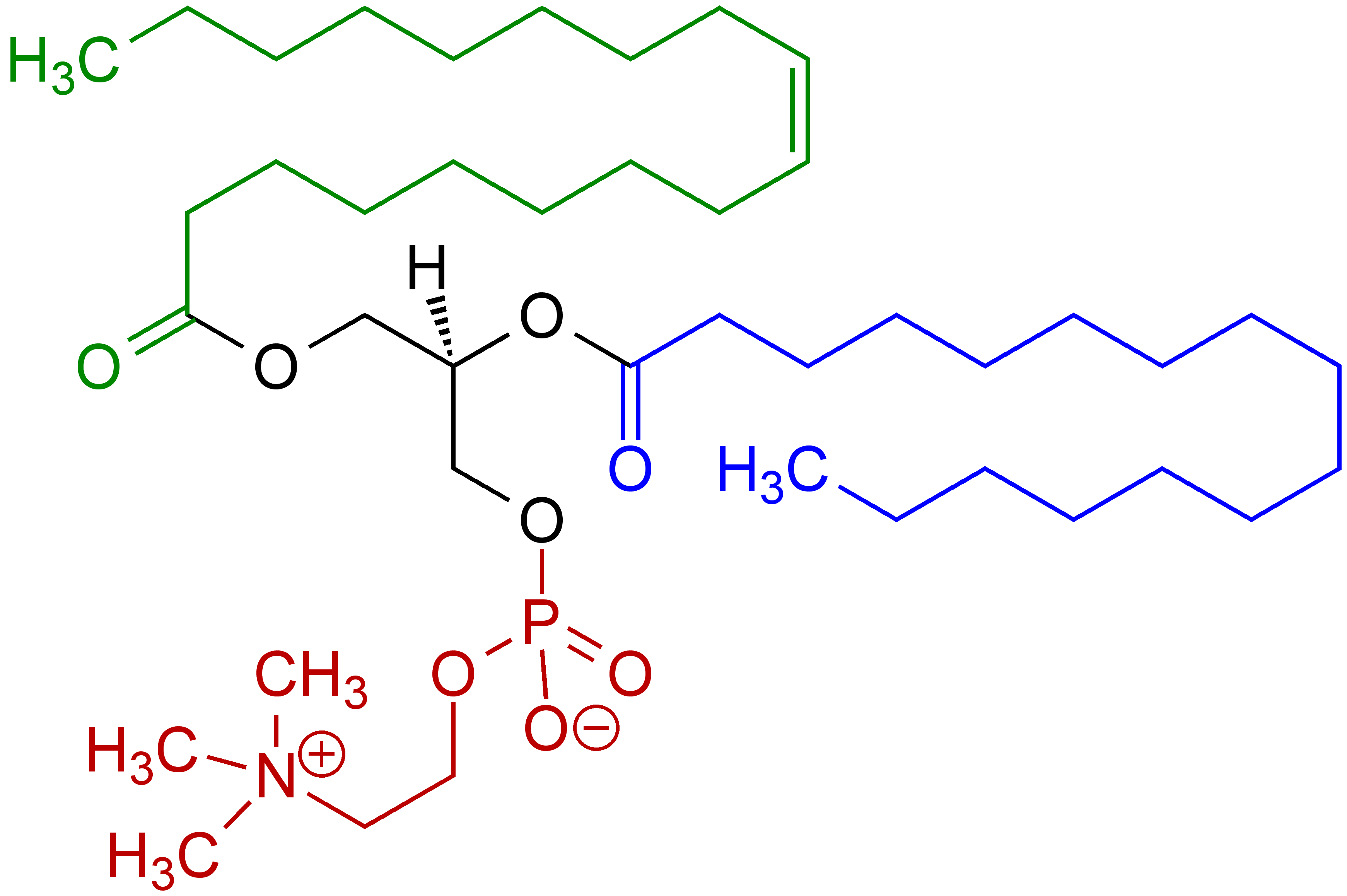
Ejemplo de fosfatidilcolina, uno de los tipos de fosfolípidos presentes en la lecitina. Rojo: colina y grupo fosfato; negro: glicerol; verde: ácido graso monoinsaturado; azul: ácido graso saturado.

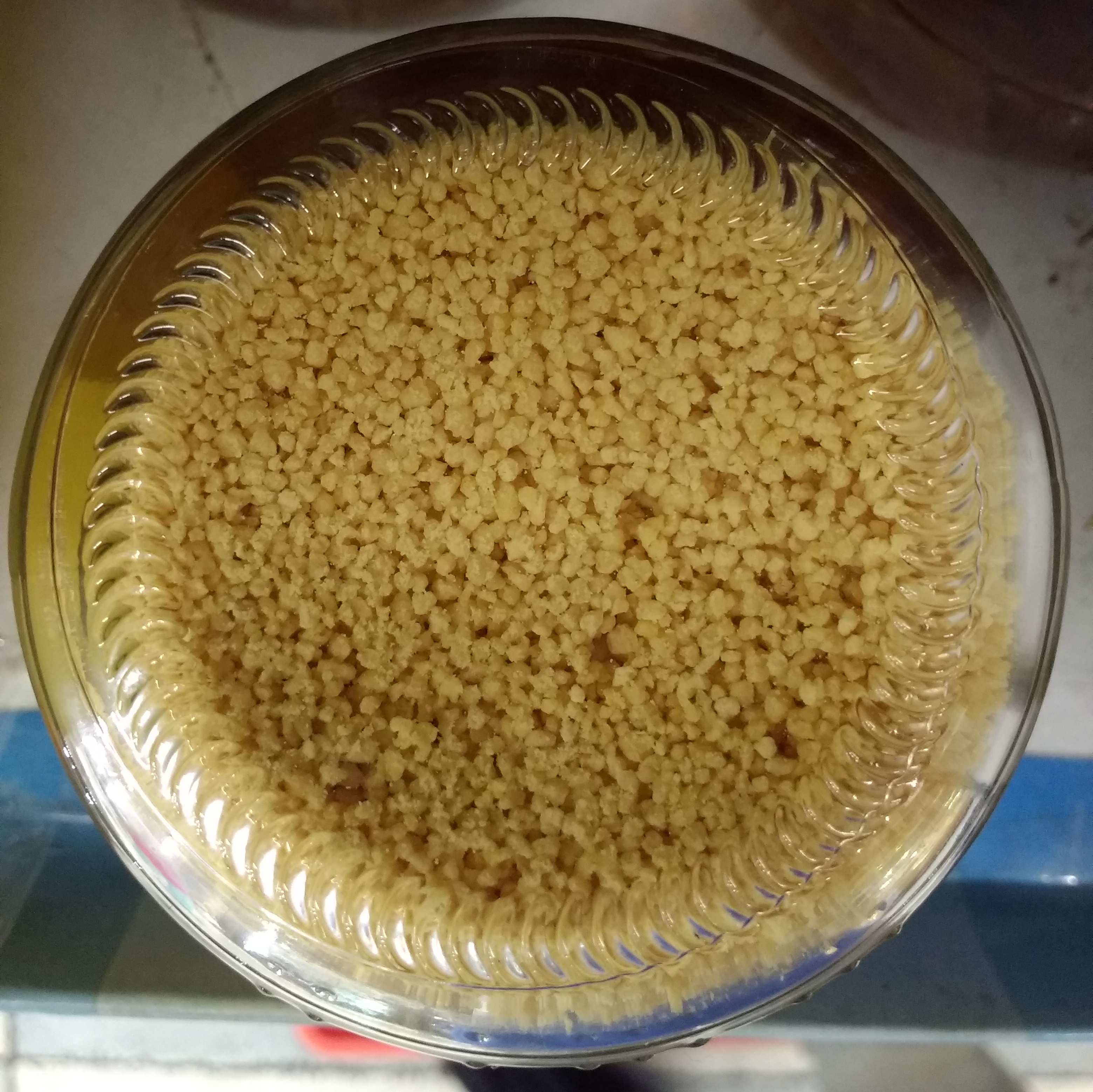
Lecitina de soja

La lecitina es una sustancia orgánica abundante en las membranas de las células vegetales y animales, especialmente en las del tejido nervioso; se obtiene de las grasas animales, la yema de huevo y algunas semillas y se emplea en la elaboración de ciertos alimentos, como la margarina o el chocolate, y en cosmética y farmacia.
La lecitina se aisló por primera vez en 1846 por el químico y farmacéutico francés Theodore Gobley. En 1850, nombró a la fosfatidilcolina como lecitina ("léchithine" en francés). Gobley aisló originalmente la lecitina de la yema de huevo (lékithos λέκιθος es "yema de huevo" en griego antiguo) y estableció la fórmula química completa de la fosfatidilcolina en 1874; además de demostrar la presencia de lecitina en una variedad de muestras biológicas, incluida la sangre venosa, la bilis, el tejido cerebral humano, huevos de peces, y en el cerebro de ovejas y pollo.
Uno de los componentes de la lecitina es la fosfatidilcolina (PC), esta es fuente de colina, los estudios muestran como los niveles sanguíneos de colina están directamente relacionados con el neurotransmisor acetilcolina, que es una sustancia clave para una correcta transmisión nerviosa.
Cuando se realizan esfuerzos intensos y prolongados, se ha demostrado que los niveles de colina plasmáticos disminuyen. Se cree que la reducción de los niveles de colina podría estar asociada a un aumento de fatiga, ya que disminuiría la acetilcolina y los impulsos nerviosos viajarían más lentamente incrementándose el tiempo de reacción.
Debido a su naturaleza lipídica, la lecitina se puede extraer de forma fácil químicamente (usando hexano, acetona, éter de petróleo, benceno, etc.) o mecánicamente. Se encuentra fácilmente disponible a partir de fuentes como la soja, huevos, leche, fuentes marinas, colza, algodón y girasol. Tiene baja solubilidad en agua, pero es un excelente emulsionante. En solución acuosa, sus fosfolípidos pueden formar liposomas, bicapas lipídicas, micelas, o estructuras lamelares, dependiendo de la hidratación y la temperatura. Esto deriva en un tipo de tensioactivo que generalmente se clasifica como anfipático. La lecitina se vende como un suplemento alimenticio y para usos médicos. En la cocina, a veces se utiliza como emulsionante y para evitar que se pegue la comida.